# يوجي كاكيأتشي
يُوجِ كاكيأُتشي (باليابانية: 垣内 友二) (31 أغسطس 1969 في كاناغاوا في اليابان – )؛ هو لاعب كرة قدم ياباني سابق كان يلعب كلاعب وسط.

## وصلات خارجية
- يوجي كاكيأتشي على موقع رابطة كرة القدم اليابانية للمحترفين (اليابانية)
- يوجي كاكيأتشي على موقع عالم كرة القدم.نت (الإنجليزية)